# Phaenicophaeus sumatranus
Phaenicophaeus sumatranus е вид птица от семейство Cuculidae. Видът е почти застрашен от изчезване.

## Разпространение
Видът е разпространен в Бруней, Индонезия, Малайзия, Мианмар, Сингапур и Тайланд.